# Tommaso Morlino

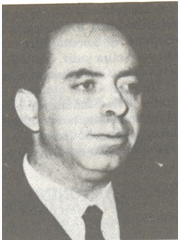
Tommaso Morlino

Tommaso Morlino (* 26. August 1925 in Irsina, Provinz Matera; † 6. Mai 1983 in Rom) war ein italienischer Jurist und Politiker der Democrazia Cristiana (DC).

## Leben
Morlino studierte nach dem Schulbesuch Rechtswissenschaft und Politikwissenschaft, wurde nach Beendigung des Studiums zunächst Rechtsanwalt. Später wurde er Staatsanwalt und stieg zum Stellvertretenden Generalstaatsanwalt auf.
Daneben begann er sich politisch in der DC zu engagieren und war nicht nur zwischen 1954 und 1955 Berater der DC, sondern von 1964 bis 1965 Stellvertretender Nationalsekretär der Partei. Daneben war er zeitweise Verwaltungspräsident der Landschaft Maremma sowie Berater der staatlichen Holding für die Beteiligung und Finanzierung von industriellen Fabriken (Ente Partecipazioni e Finanziamento Industrie Manifatturiere).
Am 19. Mai 1968 wurde er zum Mitglied in den Senato della Repubblica (Senat) gewählt und gehörte diesem bis zu seinem Tode an.
Im Juli 1973 wurde er zum Unterstaatssekretär für Bilanzen und Wirtschaftsplanung in die vierte Regierung von Ministerpräsident Mariano Rumor berufen und übernahm anschließend in dessen fünftem Kabinett von März bis November 1974 das Amt eines Unterstaatssekretärs im Justizministerium.
Ministerpräsident Aldo Moro ernannte ihn am 23. November 1974 in dessen vierter Regierung zum Minister ohne Geschäftsbereich mit der Verantwortung für die italienischen Regionen, ehe er nach einer Kabinettsumbildung von Februar bis Juli 1976 Minister ohne Geschäftsbereich mit der Verantwortung für die öffentliche Verwaltung der Regionen in dessen fünftem Kabinett war.
Danach wurde er am 29. Juli 1976 Minister für Bilanzen und Wirtschaftsplanung in der dritten und vierten Regierung von Ministerpräsident Giulio Andreotti, der ihn nach einer Kabinettsumbildung am 20. März 1979 zum Justizminister in dessen fünfter Regierung ernannte. Dieses Amt bekleidete er auch den nachfolgenden beiden Kabinetten von Ministerpräsident Francesco Cossiga bis zum 17. Oktober 1980.
Im Januar 1981 wurde er zunächst Vizepräsident des Senats, ehe er am 9. Dezember 1982 Amintore Fanfani als Senatspräsident folgte. Dieses Amt bekleidete er bis zu seinem Tode am 6. Mai 1983.